# Pseudobradya distinctum
Pseudobradya distinctum är en kräftdjursart som beskrevs av Wells 1968. Pseudobradya distinctum ingår i släktet Pseudobradya och familjen Ectinosomatidae. Inga underarter finns listade i Catalogue of Life.